# Alba Chorzów
Alba Chorzów – polski klub koszykarski z siedzibą w Chorzowie funkcjonujący w latach 1992–2016. W swojej historii przez osiem sezonów występował na zapleczu najwyższej klasy rozgrywkowej, najlepszy wynik notując w sezonie 2001/2002, gdy na tym szczeblu rozgrywek zajął 2. pozycję. Brązowy medalista mistrzostw Polski juniorów starszych z 1998.

## Historia
Alba Chorzów powstała w 1992, odwołując się do koszykarskich tradycji Ruchu Chorzów, który od lat 60. XX wieku posiadał zespół ligowy również w tej dyscyplinie sportu. Powstały jako Miejski Koszykarski Klub Sportowy klub ze względów sponsorskich w kolejnych latach funkcjonował pod różnymi nazwami m.in. jako MKKS Alba, KKS Alba-Alstom i KKS Alba-Elcho. W 1996 Alba wystartowała w III lidze (ówczesny trzeci szczebel rozgrywkowy) i w pierwszym sezonie wywalczyła awans do II ligi (wówczas drugi szczebel rozgrywkowy).
W sezonie 1997/1998 chorzowska drużyna w ówczesnej II lidze zajęła 10. lokatę i utrzymała się na tym poziomie po barażach. W 1998 prezesem klubu został Zbigniew Mardoń, jeden ze współzałożycieli Alby, który funkcję tę pełnił do 2004, a w latach 1999–2004 był również trenerem pierwszego zespołu. W sezonie 1998/1999 Alba zajęła w ówczesnej II lidze 12. pozycję, co było jej najgorszym występem w historii startów na drugim szczeblu rozgrywkowym. W sezonie 1999/2000 uplasowała się na 3. miejscu, dzięki czemu uzyskała miejsce w „nowej” I lidze, która zastąpiła dotychczasowy drugi szczebel rozgrywkowy. Od sezonu 2000/2001 do sezonu 2004/2005, jako jedyny klub w I lidze, Alba nieprzerwanie kwalifikowała się do fazy play-off, kończąc rozgrywki kolejno na miejscach: 7., 2., 6., 6. i 8. W tym czasie klub bezskutecznie walczył o awans do najwyższej klasy rozgrywkowej – zarówno w sezonie 2000/2001, jak i w sezonach 2002/2003, 2003/2004 i 2004/2005 Alba odpadała w pierwszej rundzie play-offów, a tę fazę rozgrywek udało się jej przebrnąć tylko w sezonie 2001/2002, gdy chorzowska drużyna awansowała do finału play-offów I ligi, w których przegrała ze Startem Lublin.
Jeszcze w czerwcu 2004 klub starał się o kupno dzikiej karty uprawniającej do udział w rozgrywkach Polskiej Ligi Koszykówki, jednak wniosek nie został w ogóle rozpatrzony ze względu na brak wymaganych dokumentów w kwestii gwarancji finansowych. Kilka miesięcy później Alba popadła w poważne problemy finansowe, mając trudności z pokryciem bieżących kosztów działalności. Choć w sezonie 2004/2005 chorzowski klub ponownie odpadł w pierwszej rundzie play-offów to, ze względu na trudności z zebraniem budżetu w wysokości około 600 tysięcy złotych, po zakończeniu rozgrywek zaproponowano fuzję z Siarką Tarnobrzeg – na sytuację tę wpływ miał również fakt, iż Alba sezon 2004/2005 zakończyła z długiem wynoszącym około 250 tysięcy złotych. Ostatecznie zamiast fuzji dokonano zamiany miejsc między oboma klubami, w wyniku której Siarka w sezonie 2005/2006 przystąpiła do I ligi, a Alba do II ligi. W sezonie 2005/2006 KKS Alba Chorzów wygrała tylko 3 z 28 meczów na trzecim szczeblu rozgrywkowym, zajmując ostatnią, 15. pozycję w grupie B i spadając do III ligi.
W marcu 2006 założony został nowy klub – UKS Alba Chorzów, który został kontynuatorem historii KKS-u Alby, przejmując sponsora i koszykarzy dotychczasowego klubu, który w trakcie sezonu 2005/2006 został postawiony w stan likwidacji. W sezonie 2006/2007 UKS Alba przystąpił do rozgrywek III ligi, rezygnując z możliwości wykupienia dzikiej karty do startu w II lidze. Po roku gry na czwartym szczeblu rozgrywkowym Alba powróciła do II ligi, w której grała nieprzerwanie od sezonu 2007/2008 do sezonu 2015/2016 – UKS Alba na tym poziomie nie odniósł jednak większych sukcesów, ani razu nie kończąc sezonu w swojej grupie na pozycji wyższej niż 5. W grudniu 2014 rozgłos medialny wzbudził mecz II ligi, w którym zawodnicy Alby, w ramach protestu przeciwko wystawieniu przez zespół rezerw MKS-u Dąbrowa Górnicza sześciu koszykarzy pierwszej drużyny MKS-u, którzy dzień wcześniej występowali w spotkaniu najwyższej klasy rozgrywkowej, celowo faulowali przeciwników, popełniając łącznie 57 przewinień – spotkanie to zostało przedwcześnie zakończone w 13. minucie przy stanie 29:92 ze względu na zdekompletowanie składu Alby (11 z 12 koszykarzy chorzowskiej drużyny osiągnęło limit pięciu fauli) – za „manipulację wynikiem meczu” klub został później ukarany karą w wysokości 100 złotych, a ówczesny trener Alby Rafał Sobecki został zdyskwalifikowany na okres trzech miesięcy.
Przed sezonem 2016/2017 Alba została wycofana z rozgrywek II ligi, a klub zlikwidowano.
Klub zajmował się również szkoleniem, prowadząc zespoły młodzieżowe. Największym sukcesem Alby w rozgrywkach młodzieżowych było zdobycie brązowego medalu mistrzostw Polski juniorów starszych w 1998.

## Nazwa
Ze względów sponsorskich klub kilkukrotnie zmieniał swoją nazwę:
- MKKS Chorzów (1992–1995)[1]
- Mildes Chorzów (1995–1996)[23]
- Alba Chorzów (1996–1997)[23]
- Alba-Statoil Chorzów (1997–1998)[23]
- MKKS Alba Chorzów (1998–2000)[23]
- Alba-Alstom Chorzów (2000–2005)[23]
- Alba-Elcho Chorzów (2005–2007)[23]
- Alba Chorzów (2007–2016)[23]

## Statystyki

### Alba w poszczególnych sezonach
Opracowano na podstawie źródeł
- 1992–1996: brak danych
- 1996/1997 (3[a]): III liga – 1. miejsce, awans
- 1997/1998 (2): II liga – 10. miejsce w grupie A, utrzymanie po barażach
- 1998/1999 (2): II liga – 12. miejsce w grupie A
- 1999/2000 (2): II liga – 3. miejsce w grupie A
- 2000/2001 (2): I liga – 7. miejsce, porażka w I rundzie play-off
- 2001/2002 (2): I liga – 2. miejsce, porażka w finale play-off
- 2002/2003 (2): I liga – 6. miejsce, porażka w I rundzie play-off
- 2003/2004 (2): I liga – 6. miejsce, porażka w I rundzie play-off
- 2004/2005 (2): I liga – 8. miejsce, porażka w I rundzie play-off, po sezonie rezygnacja z gry w I lidze
- 2005/2006 (3): II liga – 15. miejsce, spadek i powołanie nowego klubu
- 2006/2007 (4): III liga – 1. miejsce, awans
- 2007/2008 (3): II liga – 5. miejsce w grupie C
- 2008/2009 (3): II liga – 5. miejsce w grupie C
- 2009/2010 (3): II liga – 10. miejsce w grupie C
- 2010/2011 (3): II liga – 8. miejsce w grupie B
- 2011/2012 (3): II liga – 6. miejsce w grupie B, porażka w I rundzie play-off
- 2012/2013 (3): II liga – 8. miejsce w grupie B, porażka w I rundzie play-off
- 2013/2014 (3): II liga – 5. miejsce w grupie B, porażka w I rundzie play-off
- 2014/2015 (3): II liga – 4. miejsce w grupie C (I runda), 10. miejsce w grupie F (II runda)
- 2015/2016 (3): II liga – 5. miejsce w grupie C, porażka w I rundzie play-off, po sezonie wycofanie z rozgrywek i rozwiązanie klubu

### Rekordziści
Opracowano dla meczów ligowych rozegranych na centralnym szczeblu rozgrywek na podstawie danych z serwisu plkhistory.ugu.pl
| Lp. | Zawodnik          | Mecze |
| --- | ----------------- | ----- |
| 1.  | Radosław Basiński | 217   |
| 2.  | Joachim Pawlik    | 189   |
| 3.  | Adam Spychała     | 184   |
| 4.  | Piotr Podbiał     | 180   |
| 5.  | Łukasz Wójcik     | 171   |
| 6.  | Marcin Weselak    | 166   |
| 7.  | Krzysztof Lis     | 164   |
| 8.  | Krzysztof Roszyk  | 149   |
| 9.  | Łukasz Bąk        | 132   |
| 10. | Rafał Dygutowicz  | 121   |
| 11. | Tomasz Gembus     | 115   |
| 12. | Stanisław Mazanek | 96    |
| 13. | Daniel Pełka      | 90    |
| 14. | Damian Hojka      | 84    |
| 15. | Michał Symbor     | 80    |

| 1.  | Adam Spychała      | 2451 |
| 2.  | Łukasz Wójcik      | 2433 |
| 3.  | Marcin Weselak     | 2252 |
| 4.  | Krzysztof Roszyk   | 2078 |
| 5.  | Radosław Basiński  | 1828 |
| 6.  | Tomasz Gembus      | 1677 |
| 7.  | Rafał Dygutowicz   | 1540 |
| 8.  | Joachim Pawlik     | 1312 |
| 9.  | Stanisław Mazanek  | 1231 |
| 10. | Paweł Surówka      | 1077 |
| 11. | Roderick Johnson   | 841  |
| 12. | Łukasz Bąk         | 776  |
| 13. | Daniel Pełka       | 770  |
| 14. | Rafał Partyka      | 763  |
| 15. | Anatolij Barabanow | 736  |